# Municipio de Barsness
El municipio de Barsness (en inglés: Barsness Township) es un municipio ubicado en el condado de Pope en el estado estadounidense de Minnesota. En el año 2010 tenía una población de 149 habitantes y una densidad poblacional de 1,62 personas por km².

## Geografía
El municipio de Barsness se encuentra ubicado en las coordenadas 45°32′44″N 95°25′43″O / 45.54556, -95.42861. Según la Oficina del Censo de los Estados Unidos, el municipio tiene una superficie total de 91.8 km², de la cual 85,6 km² corresponden a tierra firme y (6,76 %) 6,21 km² es agua.

## Demografía
Según el censo de 2010, había 149 personas residiendo en el municipio de Barsness. La densidad de población era de 1,62 hab./km². De los 149 habitantes, el municipio de Barsness estaba compuesto por el 96,64 % blancos, el 1,34 % eran amerindios, el 0,67 % eran asiáticos y el 1,34 % eran de una mezcla de razas. Del total de la población el 0 % eran hispanos o latinos de cualquier raza.